# Nahr-e Naser
Nahr-e Naser (em persa: نهرناصر, também romanizada como Nahr-e Nāşer; também conhecida como Nāşer) é uma aldeia do distrito rural de Nasar, no condado de Abadan, na província de Khuzistão, Irã.
Segundo o censo de 2006, sua população era de 81 habitantes, em 12 famílias.